# Centros comerciales del Perú
La historia de los centros comerciales del Perú se inicia con Plaza San Miguel, seguido por Camino Real en 1980, en San Isidro. En la década de los noventa se abrieron otros centros comerciales en Santiago de Surco y Miraflores, y a partir del siglo XXI, se incrementó la construcción de nuevos centros comerciales, descentralizando la oferta comercial no solamente en Lima sino también en otras ciudades del país. Para el año 2022, el país contaba con 79 centros comerciales, 33 en Lima Metropolitana y 46 en provincias. En 2023, se inauguraron Mall Aventura San Juan de Lurigancho y Mall Aventura Iquitos. En 2025, se proyecta la apertura de siete nuevos centros comerciales con una inversión de más de 362,5 millones de dólares, incluyendo Cenco Mall San Juan de Lurigancho, Portal Francisco Pizarro en Trujillo y Portal Uchumayo en Arequipa.

## Historia
El antecedente más antiguo de los centros comerciales en el país se remonta a la década de 1950, con la inauguración de las Galerías Boza en 1956, en el Cercado de Lima.
El primer centro comercial de gran escala en el Perú fue Plaza San Miguel, ubicado en el distrito de San Miguel, Lima, inaugurado el 15 de octubre de 1976. Posteriormente, el 25 de noviembre de 1980, se abrió el Centro Comercial Camino Real, en el distrito de San Isidro. En 1997, se inauguró el Jockey Plaza Shopping Center, en Santiago de Surco. En la actualidad, los centros comerciales más extensos del Perú incluyen Real Plaza Puruchuco, Plaza Norte, Jockey Plaza y MegaPlaza Independencia. Hasta fines de 2022 e inicios del 2024, se registraron 79 centros comerciales a nivel nacional, de los cuales 33 se encuentran en Lima Metropolitana y 46 en provincias, con una notable presencia en las ciudades de Arequipa, Piura y Cajamarca.
Uno de los centros comerciales más controvertidos fue Larcomar, pues se construyó sobre el tradicional Parque Salazar del distrito de Miraflores con vista al océano Pacífico entre 1997 y 1998, generando las protestas de los vecinos.
Durante 2023, se inauguraron nuevos centros comerciales, como el Mall Aventura San Juan de Lurigancho, con una inversión de 88 millones de dólares, y el Mall Aventura Iquitos, con 65 millones de dólares. Asimismo, se abrieron el Eco Plaza Ate, en el distrito de Ate, y el Centro Comercial Gastronómico Plaza de los Reyes, en el Cercado de Lima, este último enfocado en el rubro gastronómico, con tres niveles dedicados tanto a platos nacionales como a la cocina internacional.
Para 2025, se proyecta la apertura de siete nuevos centros comerciales en el país, con una inversión total que supera los 362,5 millones de dólares. En Lima Metropolitana, se incluyen proyectos como el Cenco Mall San Juan de Lurigancho, con una inversión de 230 millones de dólares y una superficie de 107 000 m², ubicado entre las avenidas Próceres de la Independencia y Jardines Este, con conexión a la estación Los Jardines del Metro de Lima. Otros proyectos, también en Lima, incluyen Las Vegas Plaza Puente Piedra, en la avenida San Juan de Dios; Strip Center Lomas Plaza, en el Rímac; Eco Plaza Wilson, en el Cercado de Lima; Eco Plaza Chorrillos; y Boulevard Gastronómico Paseo Begonias, en San Isidro; Maxi Plaza Comas, en Trapiche; Fuera de Lima, destaca el «Portal F Pizarro», en Trujillo con una inversión de 8,5 millones de dólares, ubicado en una casona colonial en el Jirón Pizarro, con 5300 m² distribuidos en tres niveles. También se proyecta la aperrtura fuera de Lima, incluyen Mallplaza en Chiclayo, Cajamarca, Huánuco, Huancavelica y Juliaca (Puno), Portal Uchumayo en Arequipa.
Seis proyectos adicionales, con una inversión conjunta de 540 millones de dólares, fueron postergados al 2026 debido a la recesión económica de 2023 y el bajo crecimiento del consumo privado. Entre estos se encuentran Central Plaza Los Olivos, Plaza Nicolini, Mall Plaza Cusco, Real Plaza San Juan de Lurigancho, Real Plaza Milenia en San Isidro y Real Plaza Higuereta.

## Listado de centros comerciales
| Nombre                                                      | Ubicación                                  | Inauguración                              | Imagen | Refs                 |
| ----------------------------------------------------------- | ------------------------------------------ | ----------------------------------------- | ------ | -------------------- |
| Agustino Plaza                                              | El Agustino, Lima                          | 2011                                      |        | [ 11 ]               |
| Alameda Plaza                                               | San Juan de Lurigancho, Lima               | 2013                                      |        |                      |
| Arequipa Center                                             | Cerro Colorado, Arequipa                   | 2012                                      |        | [ 12 ]               |
| Arequipa Plaza Norte                                        | Cerro Colorado, Arequipa                   | 2014                                      |        | [ 13 ]               |
| Balta Shopping                                              | Miraflores, Lima                           | 2012                                      |        | [ 14 ]               |
| Cencosud Shopping Center La Molina                          | La Molina, Lima                            | 2023                                      |        |                      |
| Centro Comercial Arenales                                   | Lince, Lima                                | 1979 2020 (reapertura)                    |        | [ 15 ]               |
| Centro Comercial Camino Real                                | San Isidro, Lima                           | 1980                                      |        | [ 16 ] [ 17 ]        |
| Centro Comercial El Polo                                    | Santiago de Surco, Lima                    | 1996                                      |        | [ 18 ]               |
| Centro Comercial El Polo II                                 | Santiago de Surco, Lima                    | 2011                                      |        | [ 19 ]               |
| Centro Comercial Risso                                      | Lince, Lima                                | 1968                                      |        | [ 20 ]               |
| Centro Comercial Caminos del Inca                           | Santiago de Surco, Lima                    | 1988                                      |        | [ 21 ]               |
| Gamarra Moda Plaza                                          | La Victoria, Lima                          | 2018                                      |        | [ 22 ]               |
| Jockey Plaza Shopping Center                                | Santiago de Surco, Lima                    | 1997                                      |        | [ 23 ]               |
| KM40                                                        | Lurín / Punta Hermosa, Lima                | 2024                                      |        |                      |
| Larcomar                                                    | Miraflores, Lima                           | 1998                                      |        |                      |
| La Rambla Brasil                                            | Breña, Lima                                | 2014                                      |        |                      |
| La Rambla San Borja                                         | San Borja, Lima                            | 2012                                      |        |                      |
| Mall Aventura Chiclayo                                      | Chiclayo                                   | 2020                                      |        |                      |
| Mall Aventura Arequipa                                      | Paucarpata, Arequipa                       | 2010                                      |        | [ 24 ]               |
| Mall Aventura Iquitos                                       | Iquitos, Loreto                            | 2023                                      |        |                      |
| Mall Aventura San Juan de Lurigancho                        | San Juan de Lurigancho, Lima               | 2023                                      |        |                      |
| Mall Aventura Santa Anita                                   | Santa Anita, Lima                          | 2012                                      |        |                      |
| Mallplaza Bellavista                                        | Bellavista, Callao.                        | 2008                                      |        |                      |
| Mallplaza Cayma                                             | Cayma, Arequipa                            | 2002 2016 (reapertura)                    |        | [ 25 ]               |
| Mallplaza Comas                                             | Comas, Lima                                | 2020                                      |        |                      |
| Mallplaza Trujillo                                          | El Cortijo, Trujillo                       | 2007                                      |        |                      |
| Mallplaza Piura                                             | Piura                                      | 2010 2025 (cambio de nombre)              |        | [ 26 ]               |
| Mall del Sur                                                | San Juan de Miraflores, Lima               | 2016                                      |        | [ 27 ]               |
| Megaplaza Barranca                                          | Barranca                                   | 2013                                      |        | [ 28 ]               |
| Megaplaza Cajamarca (ex El Quinde Shopping Plaza Cajamarca) | Cajamarca                                  | 2006 2023 (cambio de nombre)              |        | [ 29 ]               |
| Parque Cañete                                               | Cañete                                     | 2013 2024 (cambio de nombre)              |        | [ 28 ]               |
| Megaplaza Ica (ex El Quinde Shopping Plaza Ica)             | Ica                                        | 2015 2023 (cambio de nombre)              |        | [ 30 ]               |
| Megaplaza Chimbote                                          | Chimbote, Santa.                           | 2012                                      |        | [ 31 ]               |
| Megaplaza Express Chincha                                   | Chincha                                    | 2013                                      |        | [ 28 ]               |
| Megaplaza Express Villa                                     | Chorrillos, Lima                           | 2009                                      |        | [ 28 ]               |
| Megaplaza Express Villa El Salvador                         | Villa El Salvador, Lima                    | 2012                                      |        | [ 28 ]               |
| Megaplaza Jaén                                              | Jaén                                       | 2015                                      |        | [ 28 ]               |
| Megaplaza Huaral                                            | Huaral                                     | 2017                                      |        |                      |
| Megaplaza Lima Norte                                        | San Martín de Porres / Independencia, Lima | 2002                                      |        | [ 28 ] [ 33 ] [ 34 ] |
| Minka                                                       | Callao                                     | 1998                                      |        |                      |
| Open Plaza Angamos                                          | Surquillo, Lima                            | 2010                                      |        | [ 26 ]               |
| Open Plaza Atocongo                                         | San Juan de Miraflores, Lima               | 2006                                      |        | [ 26 ]               |
| Open Plaza Cajamarca                                        | Cajamarca                                  | 2014                                      |        | [ 26 ]               |
| Open Plaza Canta Callao                                     | Callao                                     | 2008                                      |        | [ 26 ]               |
| Open Plaza Chiclayo                                         | La Victoria, Chiclayo                      | 2007                                      |        | [ 26 ]               |
| Open Plaza Huánuco                                          | Huánuco                                    | 2014                                      |        | [ 26 ]               |
| Open Plaza Huancayo                                         | Huancayo, Junín                            | 2016                                      |        | [ 26 ]               |
| Open Plaza La Marina                                        | San Miguel, Lima                           | 2004                                      |        | [ 26 ]               |
| Open Plaza Los Jardines                                     | Trujillo                                   | 2009                                      |        | [ 26 ]               |
| Open Plaza Pucallpa                                         | Pucallpa                                   | 2013                                      |        | [ 26 ]               |
| Outlet Arauco Arequipa (ex Parque Lambramani)               | Arequipa                                   | 2010 2024 (cambio de nombre)              |        | [ 35 ]               |
| Parque La Molina                                            | La Molina, Lima                            | 2024                                      |        |                      |
| Paseo Central                                               | Hunter, Arequipa                           | 2019                                      |        |                      |
| Plaza Camacho                                               | La Molina, Lima                            | 2000                                      |        |                      |
| Plaza Center La Molina (ex Molina Plaza)                    | La Molina, Lima                            | 2005 2022 (cambio de nombre)              |        | [ 36 ]               |
| Plaza Center San Martín de Porres                           | San Martín de Porres, Lima                 | 2022                                      |        | [ 37 ]               |
| Plaza del Sol Huacho                                        | Huacho                                     | 2011                                      |        | [ 38 ]               |
| Plaza del Sol Ica                                           | Ica                                        | 2008                                      |        | [ 39 ]               |
| Plaza del Sol Piura Centro                                  | Piura                                      | 2004                                      |        | [ 40 ]               |
| Plaza del Sol Piura Grau                                    | Piura                                      | 2011                                      |        |                      |
| Plaza Santa Catalina                                        | La Victoria, Lima                          | 2019                                      |        | [ 41 ]               |
| Plaza Lima Sur                                              | Chorrillos, Lima                           | 2005                                      |        |                      |
| Plaza Norte                                                 | San Martín de Porres / Independencia, Lima | 2009                                      |        | [ 42 ] [ 34 ]        |
| Plaza San Miguel                                            | San Miguel, Lima                           | 1976                                      |        |                      |
| Real Plaza Arequipa                                         | Arequipa                                   | 2009                                      |        | [ 43 ]               |
| Real Plaza Cajamarca                                        | Cajamarca                                  | 2014                                      |        | [ 44 ]               |
| Real Plaza Centro Cívico                                    | Lima, Lima                                 | 2009                                      |        | [ 45 ]               |
| Real Plaza Chiclayo                                         | Chiclayo                                   | 2005                                      |        | [ 46 ]               |
| Real Plaza Chimbote                                         | Chimbote, Ancash                           | 2012                                      |        | [ 47 ]               |
| Real Plaza Cusco                                            | Cusco                                      | 2014                                      |        | [ 48 ]               |
| Real Plaza Guardia Civil                                    | Chorrillos, Lima                           | 2012                                      |        | [ 49 ]               |
| Real Plaza Huancayo                                         | Huancayo, Junín                            | 2008                                      |        | [ 50 ]               |
| Real Plaza Huánuco                                          | Huánuco                                    | 2013                                      |        | [ 51 ]               |
| Real Plaza Juliaca                                          | Juliaca, Puno                              | 2011                                      |        | [ 52 ]               |
| Real Plaza Piura                                            | Piura                                      | 2011                                      |        | [ 53 ]               |
| Real Plaza Primavera (ex Primavera Park & Plaza)            | San Borja, Lima                            | 2001 2011 (reapertura y cambio de nombre) |        | [ 54 ] [ 55 ]        |
| Real Plaza Pro                                              | San Martín de Porres / Comas, Lima.        | 2008                                      |        | [ 56 ]               |
| Real Plaza Pucallpa                                         | Pucallpa                                   | 2014                                      |        | [ 57 ]               |
| Real Plaza Puruchuco                                        | Ate, Lima                                  | 2019                                      |        | [ 58 ]               |
| Real Plaza Salaverry                                        | Jesús María, Lima                          | 2014                                      |        | [ 59 ]               |
| Real Plaza Santa Clara                                      | Ate, Lima                                  | 2010                                      |        | [ 60 ]               |
| Real Plaza Sullana                                          | Sullana, Piura                             | 2013                                      |        | [ 61 ]               |
| Real Plaza Trujillo                                         | Trujillo                                   | 2007                                      |        | [ 62 ]               |
| Real Plaza Villa María                                      | Villa María del Triunfo, Lima              | 2016                                      |        | [ 63 ]               |
| Royal Plaza                                                 | San Martín de Porres / Independencia, Lima | 2001                                      |        | [ 64 ] [ 34 ]        |
| Strip Mall Paseo Fibra                                      | Magdalena del Mar / San Isidro, Lima       | 2018                                      |        |                      |

## Desaparecidos
| Nombre                 | Ubicación        | Inauguración | Desaparición |
| ---------------------- | ---------------- | ------------ | ------------ |
| Centro Comercial Todos | San Isidro, Lima | 1957         | 1993         |
| Marina Park            | San Miguel, Lima | 1998         | 2015         |